# Музичка школа „Стеван Стојановић Мокрањац” Пожаревац
Музичка школа „Стеван Стојановић Мокрањац” у Пожаревцу, одлуком Извршног одбора Градског народног одбора у Пожаревцу, основана је као Нижа музичка школа 12. августа 1949. године. Са радом је почела 1. априла 1950. године, када је на предлог Повереништва за просвету и културу одлучено да се додели зграда Градског електричног предузећа „Светлост”.
Године 1964. на предлог Савета за просвету Скупштине општине Пожаревац, школа мења свој назив у Школа за основно музичко образовање „Стеван Мокрањац“. Због великог интересовања, потребе за већим простором и наставним кадром биле су све веће. Године 1982. стекли су се услови и школа је пресељена у другу зграду у ул. Кнеза Лазара бр. 1, где се и данас налази.
Средња музичка школа је основана 1982. године, при образовном центру „Јован Шербановић” (данас, Пожаревачка гимназија), да би 1984. године била верификована и постала Школа за основно и средње музичко образовање „Стеван Мокрањац”.

## Издвојена одељења
- У Костолцу, од школске 1990/91. године, које ради у својој, посебној згради,
- У Кучеву, од школске 1994/95. године у простору основне школе „Угрин Бранковић”, да би се школске 2004/05. преселила у простор намењен Музичкој школи у ул. Веселина Живановића бр. 13, као трајно решење.
- У Малом Црнићу,  од школске 1995/96. године при основној школи „Моша Пијаде” у згради која је наменски грађена за музичку школу.
- у Великом Градишту, од 1997. године, радило је у простору ОШ „Иво Лола Рибар”, затим десетак година у Гимназији у Великом Градишту, а почетком 2013. године добија засебну зграду у ул. Обала краља Петра I бр. 23, као трајно решење.

## Школа данас
Данас школа има 109 запослених и више од 800 ученика на 11 одсека: клавир, хармоника, гитара, виолина, виолончело, флаута, кларинет, саксофон, труба, хорна, соло певање, као и музичко забавиште. Школске 2009/10. школа добија одобрење од стране Министарства просвете Србије за отварање одсека Музичка продукција и снимање звука – образовни профил Дизајнер звука. У средњој школи на одсеку за музичког сарадника, музичког извођача и дизајнера звука има око 80 ученика. Школа је 2002/03. основала тонски студио у коме се сваке године снима компакт диск „Најуспешнији ученици“ (први CD снимљен је 2001/02.). Данас је студио веома опремљен, тако да осим за потребе наставе, рад у њему укључује и снимање свих најзначајнијих догађаја у школи.
Школа је веома активна у учествовању и организовању многих културних манифестација у граду, учествовања на фестивалима и такмичењима музичких школа Србије из земље и окружења. 

## Награде и признања
- Повеља поводом Дана радника 1979.
- Повеља о награди 15. октобар СО Пожаревац 1981.
- Повеља културе Културно-просветне заједнице 1982.
- Повеља културе Културно-просветне заједнице 1996.
- Општинска награда СО Велико Градиште 2001.
- Повеља о награди 15. октобар града Пожаревца 2012.